# Loxocorone dicotyledonis
Loxocorone dicotyledonis är en bägardjursart som beskrevs av Iseto 2003. Loxocorone dicotyledonis ingår i släktet Loxocorone och familjen Loxosomatidae. Inga underarter finns listade i Catalogue of Life.